# Stig Wihlborg
Stig Göthe Nergard Wihlborg, född 4 juni 1914 i Malmö, död 21 januari 1998 i Helsingborg, var en svensk banktjänsteman och målare.
Han var son till spårvagnskonduktören Jöns Peter Wihlborg och Ida Nilsson och från 1945 gift med Lilly Marianne Ohlsson. Wihlborg studerade konst vid Skånska målarskolan 1937–1939 och vid Otte Skölds målarskola i Stockholm 1942–1943 samt genom självstudier under resor till Danmark, Finland, Norge och Amerika. Tillsammans med Kjell Grönvall ställde han ut på Malmö rådhus 1943 och han medverkade i ett flertal samlingsutställningar med provinsiell konst i Skåne. Hans konst består av stilleben och landskapsskildringar utförda i olja eller pastell. Stig Wihlborg är begravd på Östra kyrkogården i Malmö.